# Cheilosia vulnerata
Cheilosia vulnerata är en tvåvingeart som först beskrevs av Georg Wolfgang Franz Panzer 1798.  Cheilosia vulnerata ingår i släktet örtblomflugor, och familjen blomflugor. Inga underarter finns listade i Catalogue of Life.